# Колдовская доска (фильм, 2024)
«Колдовская доска» (англ. Witchboard) — художественный фильм режиссёра Чака Рассела. Ремейк одноимённого фильма 1986 года. В главных ролях в фильме снялись Джейми Кэмпбелл Бауэр, Мэдисон Айсмен и Чарли Тахан. Премьера фильма состоялась на 28-м Международном фестивале фантастического кино «Фантазия» 26 июля 2024 года.

## Сюжет
Эмили, её жених Кристиан и их друзья открыли новое экокафе во Французском квартале Нового Орлеана, отремонтировав старый каретный дом. Однако всё принимает мрачный оборот, когда Эмили находит старинную доску уиджи, которая когда-то использовалась для спиритических сеансов. Обеспокоенный состоянием Эмили, Кристиан обращается за помощью к эксперту по оккультизму Александру Батисту, который знает о родословной, связывающей их с колдовской доской. По мере развития событий современный ковен Белых ведьм, маскарад в особняке Батиста и наследие королевы ведьм Наги Сот становятся частью опасной игры, которая ставит под угрозу душу Эмили.

## В ролях
- Джейми Кэмпбелл Бауэр — Александр Батист[2]
- Мэдисон Айсмен — Эмили
- Аарон Домингес — Кристиан
- Антония Десплат
- Чарли Тахан[3]

## Производство
В 2017 году Чак Рассел и Грег Маккей приступили к написанию сценария ремейка фильма «Колдовская доска» 1986 года. В мае 2019 года стало известно, что Рассел выступит режиссёром фильма, а его производством займется компания Grimmfest в партнерстве с Minds Eye Entertainment, Falconer Pictures и M2 Media Post.
В марте 2023 года возобновилось предпроизводство, и вместо прежних производственных студий появилась компания A-Nation Media. Съёмки проходили в Монреале с апреля по июнь 2023 года. Некоторые сцены были сняты в Сент-Анн-де-Бельвю в дендрарии Морган в конце мая.
Премьера фильма состоялась на фестивале фантастического кино «Фантазия» 26 июля 2024 года.